# I. Tvrtko bosnyák király
I. Tvrtko (1338/39 – 1391. március 10.) bosnyák bán (1353–1377), I. Tvrtko István néven király (1377–1391), a Kotromanić-ház tagja. Kotromanić Erzsébet magyar királyné elsőfokú unokatestvére és V. István magyar király ükunokája, Iván Szracimir bolgár cár veje.

## Élete

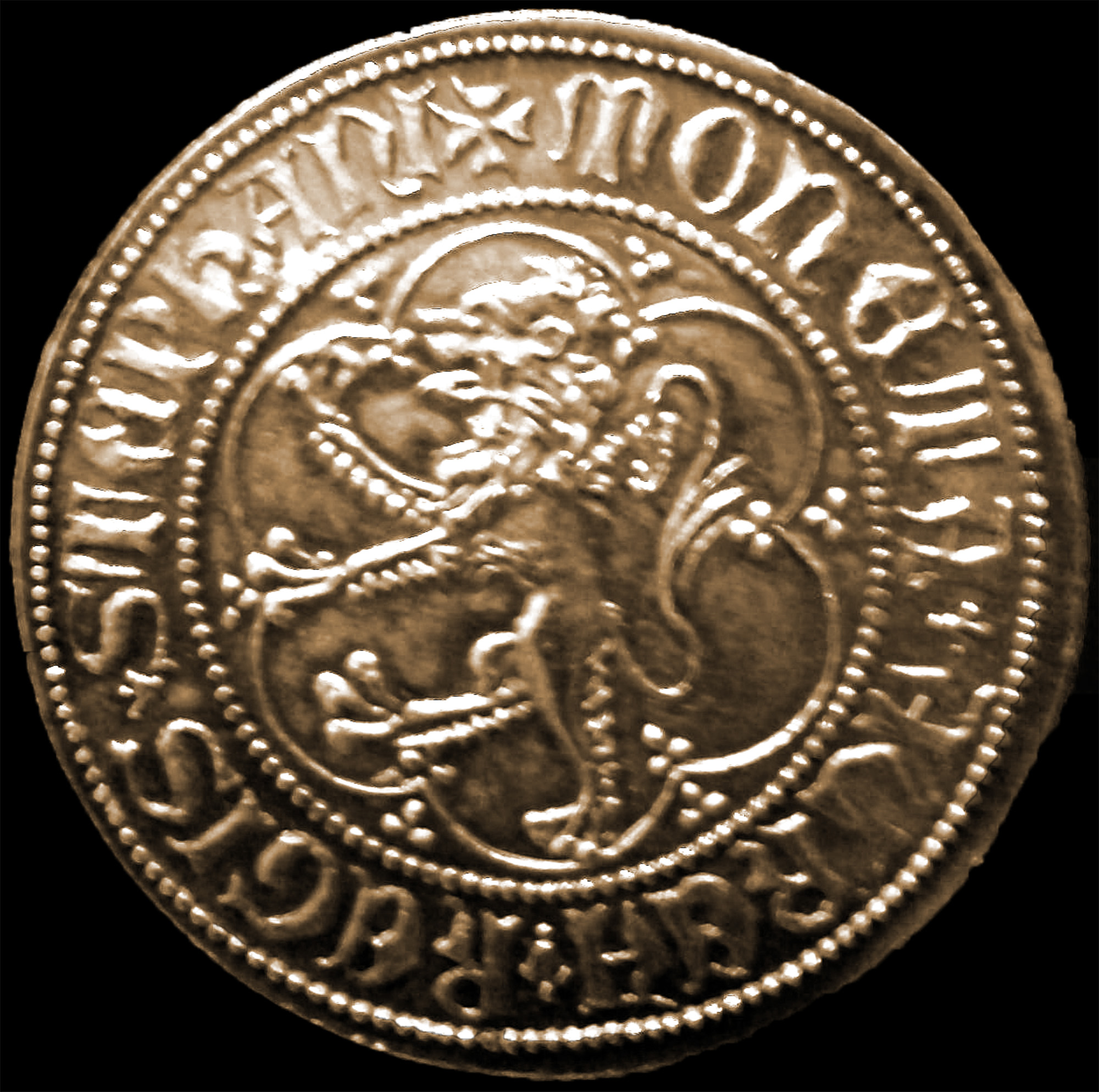
István Tvrtko király érme avers

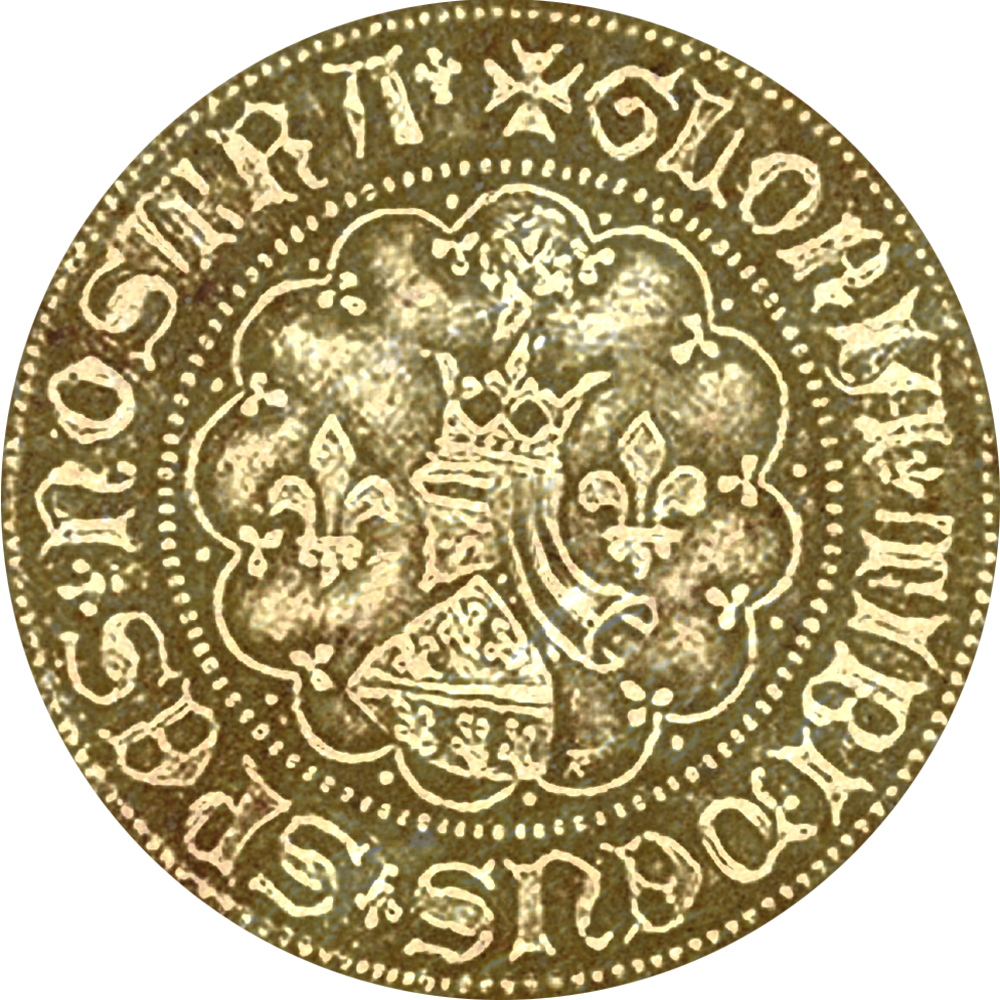
István Tvrtko király érme revers

Nagybátyja, II. István bosnyák bán († 1354) örököseként előbb anyja, Subich Ilona gyámsága alatt állt. Viszonya a Magyar Királysággal sokáig feszült volt a boszniai patarénus eretnekek miatt, akik ellen I. (Nagy) Lajos magyar király háborút indított (1363). A szerbiai belső viszályok alkalmat adtak neki a terjeszkedésre (1377). Leányágon IV. Dragutin István szerb király és Árpád-házi Katalin magyar királyi hercegnő dédunokája, így a Nemanjić szerb uralkodó család leszármazottja is volt, ugyanakkor V. István magyar király ükonokája is. A bosnyák és szerb ősei örököseként 1377. október 26-án Szerbia és Bosznia királyává koronáztatta magát. I. Lajos magyar király halálát követően (1382) Tvrtko tovább folytatta a terjeszkedést. A rokoni szállak ellenére 1386-ban a magyar belviszályokban Mária magyar királynő (1370–1395) ellenében avatkozott be. Miután megszerezte Horvátország Boszniával határos részeit és Dalmácia egyes tengerparti városait, Horvátország és Dalmácia királyának is címeztette magát. Uralkodásának utolsó éveiben a törökökkel harcolt (Bileća, 1388; Rigómező, 1389). Luxemburgi Zsigmond (1368–1437) magyar király ellenségeit támogatta, a kibékülésre csak 1391 januárjában került sor.